# Ali Rıza Pasha
Ali Rıza Pasha (1860-1932) fue un oficial militar y estadista otomano, que fue uno de los últimos Grandes Visires del Imperio Otomano, bajo el reinado del último sultán otomano Mehmed VI, entre el 14 de octubre de 1919 y el 2 de marzo de 1920.

## Biografía
Nació en 1860 en Estambul, hijo de un mayor. Se graduó en el Colegio Militar Otomano en 1886. Ocupó cargos militares y administrativos como el de Gobernador de Monastir en 1903, tras lo cual fue exiliado a Libia por la presión ejercida por Rusia, ya que el cónsul ruso de la ciudad había sido asesinado durante su mandato. En 1905, fue destinado a Yemen, donde reprimió un levantamiento. Con el comienzo de la Segunda Era Constitucional en el Imperio Otomano en 1908, fue nombrado ministro de Guerra en el gobierno del gran visir Kıbrıslı Mehmed Kamil Pasha, pero tuvo que ser destituido debido a las objeciones planteadas por el Comité de Unión y Progreso. Fue reelegido para el mismo ministerio en el gabinete de Hüseyin Hilmi Bajá en 1909, pero presentó su dimisión debido al incidente del 31 de marzo. Nombrado supervisor de los ejércitos europeos del Imperio Otomano, las guerras de los Balcanes estallaron antes de que tuviera tiempo de asumir sus funciones. Nunca favorecido por el Comité de Unión y Progreso, su carrera sucumbió al silencio durante el régimen de partido único del Imperio Otomano durante la Primera Guerra Mundial. Fue nombrado gran visir el 2 de octubre de 1919, cargo que ocupó por cinco meses.
En términos de la configuración efectiva de las políticas por parte de la estructura estatal otomana restante, su oficina (así como la de su sucesor Hulusi Salih Pasha) generalmente se considera como meros intervalos entre las dos oficinas de Damat Ferid Pasha, el signatario del Tratado de Sèvres.